# Manilkara ilendensis
Manilkara ilendensis là một loài thực vật có hoa trong họ Hồng xiêm. Loài này được (Engl.) H.J.Lam mô tả khoa học đầu tiên năm 1941.